# Palazzo Polara
Il Palazzo Polara è un importante edificio della città di Modica, in Sicilia.
Si trova a fianco dell'imponente Duomo di San Giorgio, bene Patrimonio dell'umanità, e fu costruito dalla nobile famiglia dei marchesi e baroni Polara (XIII sec.) probabilmente a partire dal XVII secolo
La monumentale costruzione nella fase attuale è in forme tardobarocca, ascrivibili alla committenza di Guglielmo Polara Ferraro (n. 1758). Il sito su cui sorge l'edificio è frequentato dall'età classica e per il palazzo è ipotizzabile una fase risalente al XVI secolo.

## Descrizione
È caratterizzato da uno scenografico scalone che si conclude in una terrazza, sulla quale affaccia l'ingresso, il tutto in dialogo e in piena integrazione con la scalinata monumentale del vicino duomo, del quale costituisce quasi una quinta aggiuntiva in suggestiva rotazione. La raffinata impaginazione, piuttosto inedita nel contesto cittadino, presenta piuttosto analogie con il Palazzo Battaglia di Ragusa, per il quale è stato ipotizzato l'intervento di Rosario Gagliardi. I grossi cantonali, bugnati come il portale, la forma dei balconi e del portale costituiscono delle interessanti analogie col palazzo ragusano. Originale invece l'attico a coronamento della facciata, sul quale spicca lo stemma parlante della famiglia, con la stella polare circondata da sei stelle. L'interno si caratterizza per affreschi ottocenteschi ed eleganti pavimenti con intarsi in pietra pece e pietra bianca, come nella villa di campagna della famiglia (in contrada Aguglie) e in altre abitazioni del quartiere sempre riconducibili ai Polara.
Proprietà comunale, fu donato alla città nel 1983 dall'ultima erede di questo ramo familiare, Amalia Polara, scomparsa nello stesso anno. Vi fu allestita la Civica Pinacoteca d'Arte moderna e contemporanea, chiusa da tempo e in attesa di ripristino. Il palazzo è apparso spesso in produzioni televisive e cinematografiche, non ultimo nella serie Il commissario Montalbano, ambientata principalmente tra Modica, Scicli e Ragusa.
Durante lavori di restauro effettuati nel 2013 furono scoperti ipogei con uno scheletro e un corredo funerario risalente ad un periodo compreso tra il I sec. a.C e il I sec. d.C.